# Державна інспекція України з безпеки на морському та річковому транспорті
Державна інспекція України з безпеки на морському та річковому транспорті (Укрморрічінспекція) — колишній центральний орган виконавчої влади України, утворений в 2011 шляхом реорганізації Державної служби морського і річкового транспорту України і є її правонаступницею.
Укрморрічінспекція:
- реалізує державну політику в сфері безпеки на морському та річковому транспорті,
- здійснює державний нагляд (контроль) за безпекою на морському та річковому транспорті,
- надає адміністративні послуги у сфері морського та річкового транспорту.

Державна служба морського та річкового транспорту України була утворена в 2010 шляхом реорганізації Міністерства транспорту та зв'язку України.
Кабінет Міністрів України спрямовував і координував діяльність цієї служби через Міністра інфраструктури України, але не оперативно, а через нормативні акти.
З 30 квітня 2014 головою інспекції був Павло Буланович.
10 вересня 2014 р. було прийнято Постанову Кабміну № 442, якою скасовано Державну інспекцію України з безпеки на морському та річковому транспорті. її правонаступник — Державна служба України з безпеки на транспорті.